# Lucius Alfenius Avitianus (tribun)
Lucius Alfenius Avitianus (fl. 167) était un militaire de l'Empire romain.

## Vie
Il était centurion primipile et tribun militaire de cohorte urbaine en 167.
Il fut le père d'un Alfenius Avitianus et le grand-père paternel de Lucius Alfenius Avitianus.